# Ibériai Királyság

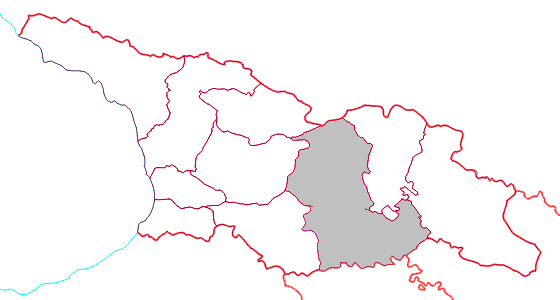
Kartli a mai Grúzia térképén

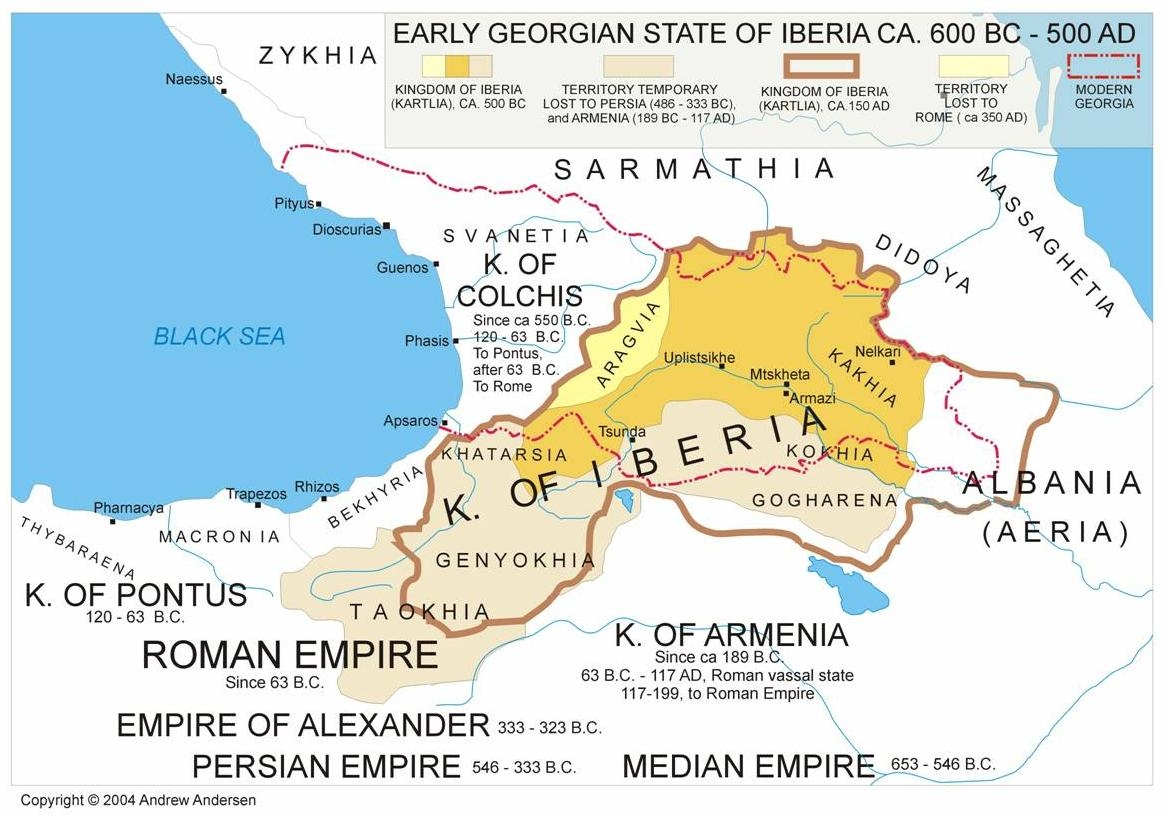
Ibéria területváltozásai i. e. 500 és i. sz. 600 között

Ibéria (grúzul იბერია, latinul Iberia vagy Iberi, görögül Ibéria) a Grúzia (Georgia) területén az i. e. 4. század – i. sz. 5. század között a mai Kartli területén létezett királyság ókori görög és latin neve volt. Saját lakói a Kartli (grúzul ქართლი), Kartli Királyság névvel jelölték. A kaukázusi állam nagyjából a mai Grúzia keleti és déli területeit fedte le. A szomszédos Kolkhisszal együtt kulcsszerepet játszott a grúz nép kialakulásában. A grúzok önmagukat, illetve nyelvüket a mai napig kartvélinek, azaz „Kartli-belinek” nevezik (lásd még: kartvél nyelvek).
A Kaukázusi Ibéria vagy Keleti Ibéria nevek azért használatosak, hogy megkülönböztessék az Európa keleti végvidékeivel határos államot a Nyugat-Európában található Ibériai-félszigettől.

## Történelme

### Korai történelme
Az ókorban a területet egymással rokonságban álló törzsek népesítették be, akiket az ókori szerzők közös néven ibériainak neveztek, ők maguk pedig Kartlinak a legendás Kartlosz vezér nevéről.
A több antik szerző említette moszki nép, és a Hérodotosz által említett szaszperek (talán az előző nép leszármazottai) fontos szerepet játszhattak a törzsek egyesítésében. A moszkik lassan északkelet felé húzódtak, településeket hozva létre. Ezek közül a legfontosabb Mcheta volt, az ibériai királyság későbbi fővárosa. A mtszkhta törzsön később a mamasazkhliszi nevű fejedelem uralkodott (grúzul „a háztartás atyja”).
A középkori grúz forrás, a Moktszevai Kartliszai („Kartli megtérése”) említi Azót és népét is, akik Arrian-Kartliból, a proto-ibériaiak egykori hazájából jöttek, amely a Perzsa Birodalom bukásáig a perzsa Akhaimenida-dinasztia uralma alatt volt. Ők azon a helyen telepedtek le, ahol később Mtszkhetát alapították. Egy másik grúz krónika, a Kartlisz Tszkhovreba („Kartli története”) szerint Azo Nagy Sándor tisztje volt, aki lemészárolta a helyi uralkodócsaládot és meghódította a régiót, de az egyik helyi vezér, a későbbi I. Pharnavaz ibériai király a Kr. e. 4. század végén legyőzte.

### I. Pharnavaz és utódai
A hatalmi harc győztese, Pharnavaz Ibéria első királya lett és körülbelül Kr. e. 302-től Kr. e. 237-ig uralkodott. Miután visszavert egy külső támadást, leigázta a környező területeket, többek közt a nyugat-grúziai Kolkhisz jelentős részét (helyi nevén Egriszi), és államát elismerte az újonnan alakult szíriai Szeleukida Birodalom is. Pharnavaz erődöt épített a főváros Armaziban, megreformálta a grúz ábécét és új közigazgatást szervezett, megyékre osztva az ország területét. Utódai megszerezték a Kaukázus több fontos hágója feletti ellenőrzést, köztük a Darjal-szorost (más néven az Ibériai kaput).
E virágzó időszakot azonban folyamatos háborúk követték. Ibériának számos invázió ellen kellett védekeznie. Déli területeit Örményország hódította meg, kolkhiszi területei pedig önálló fejedelemségekre töredeztek szét. A Kr. e. 2. század végén a Pharnavaz-dinasztia utolsó tagját, Parnadzsomot saját alattvalói fosztották meg trónjától és Kr. e. 93-ban a koronát az örmény Arsak hercegnek, az Arsakida-dinasztia megalapítójának juttatták.

## Keleti és nyugati Ibéria
A keleti Ibéria nevének máig nem megmagyarázott azonossága a nyugat-európai Ibériai-félsziget nevével a történelem során sokakban keltette azt a feltételezést, hogy a két azonos nevű terület lakói talán azonos eredetűek.
Számos ókori és középkori szerző feltételezett rokonságot, bár abban nem tudtak megegyezni, honnan is származhattak az ibérek. A gondolat a középkori Grúziában is népszerű volt. A rangos egyházi író, Giorgi Mthatzmindeli (vagy Athos-hegyi György, 1009–1065) arról írt, hogy egyes grúz előkelők az Ibériai-félszigetre akartak utazni, hogy meglátogassák „a nyugati grúzokat”.[forrás?]

## Külső hivatkozások
- History of Iranian-Georgian Relations – Encyclopaedia Iranica cikk Archiválva 2007. november 14-i dátummal a Wayback Machine-ben (angolul)
- Iberia at www.amarcord.be (hollandul)
- Iberia at Iberiana Association web site (angolul)
- Iberia: history, archaeology Archiválva 2007. március 23-i dátummal a Wayback Machine-ben (angolul)
- Sztrabón Ibériáról (angolul)